# Траоре, Дионкунда
Дионкунда́ Траоре́ (фр. Dioncounda Traoré; род. 23 февраля 1942 года) — малийский политический и государственный деятель, глава Национального собрания с 3 сентября 2007 по 12 апреля 2012, президент Мали с 12 апреля 2012 по 4 сентября 2013.

## Биография

### Детство и юность
Траоре родился 23 февраля 1942 года в Мали, в городе Кати. После обучения за рубежом в Советском Союзе, в университете в Алжире, и в университете Ниццы, он преподавал в Мали с 1977 по 1980 год. Затем он был арестован за профсоюзную деятельность и отправлен в Менака на севере Мали. Впоследствии он стал генеральным директором Национальной школы инженерии. Он участвовал в борьбе за демократию, которая завершилась со свержением президента Мусса Траоре в марте 1991 года.

### Работа в правительстве Мали
После избрания Конаре президентом Мали в 1992 году, Траоре был назначен 9 июня 1992 года министром по делам государственной службы, труда и модернизации. Затем 16 апреля 1993 он был назначен на должность министра государственной обороны, вскоре он стал министром иностранных дел Мали (1994—1997). В 1997—2002 годах — депутат парламента. В 2001 году возглавил партию «Альянс за демократию в Мали — Панафриканская партия за свободу, солидарность и справедливость». В 2007 году избран председателем Национального собрания.

### Президент Мали
После государственного переворота 2012 года и введения санкций против Мали со стороны ЭКОВАС, хунта 7 апреля 2012 года согласилась начать процесс передачи власти главе Национального собрания Д. Траоре, как того требует конституция 1992 года. 8 апреля 2012 года свергнутый президент Амаду Тумани Туре формально объявил о своей отставке. 12 апреля 2012 года Д. Траоре приведён к присяге как временный президент Мали.
Днем 21 мая 2012 года тысячи жителей Мали захватили президентский дворец. Главным требованием граждан является отставка временного президента Дионкунды Траоре, назначенного на эту должность под давлением мирового сообщества. По мнению участников акции, Траоре, ранее работавшего спикером парламента, должен заменить капитан Амаду Саного — лидер революционеров, свергнувших в конце марта прежнее правительство страны. Военнослужащие, охраняющие президентский дворец, принадлежали к подразделениям, лояльным Саного, и не стали вмешиваться в происходящее. В результате Траоре был сильно избит толпой и эвакуирован для лечения во Францию. В страну он вернулся только в конце июля.
На протяжении большей части правления Траоре большое влияние в стране сохранял бывший глава хунты Саного, контролировавший армию. Силовой блок гражданского правительства состоял полностью из его ставленников. В декабре 2012 года военные вынудили Траоре сменить премьер-министра, которого заподозрили в покушении на свою власть.
В 2013 году организовал президентские выборы. В августе был избран, а 4 сентября 2013 года вступил в должность президента Ибрагим Бубакар Кейта.